# Kanton Riez
Der Kanton Riez ist ein französischer Wahlkreis im Département Alpes-de-Haute-Provence in der Region Provence-Alpes-Côte d’Azur. Er umfasst 26 Gemeinden in den Arrondissements Castellane, Digne-les-Bains und Forcalquier und hat sein bureau centralisateur in Riez.

## Gemeinden
Der Kanton besteht aus 26 Gemeinden mit insgesamt 8995 Einwohnern (Stand: 1. Januar 2022) auf einer Gesamtfläche von 952,03 km²:
| Gemeinde                 | Einwohner 1. Januar 2022 | Fläche km² | Dichte Einw./km² | Code INSEE | Postleitzahl | Arrondissement  |
| ------------------------ | ------------------------ | ---------- | ---------------- | ---------- | ------------ | --------------- |
| Barrême                  | 402                      | 37,05      | 11               | 04022      | 04330        | Castellane      |
| Beynes                   | 121                      | 41,24      | 3                | 04028      | 04270        | Digne-les-Bains |
| Blieux                   | 52                       | 56,80      | 1                | 04030      | 04330        | Castellane      |
| Bras-d’Asse              | 559                      | 26,10      | 21               | 04031      | 04270        | Digne-les-Bains |
| Châteauredon             | 74                       | 10,53      | 7                | 04054      | 04270        | Digne-les-Bains |
| Chaudon-Norante          | 180                      | 37,48      | 5                | 04055      | 04330        | Castellane      |
| Clumanc                  | 221                      | 53,68      | 4                | 04059      | 04330        | Castellane      |
| Entrevennes              | 169                      | 29,81      | 6                | 04077      | 04700        | Digne-les-Bains |
| Estoublon                | 480                      | 33,85      | 14               | 04084      | 04270        | Digne-les-Bains |
| La Palud-sur-Verdon      | 350                      | 81,26      | 4                | 04144      | 04120        | Castellane      |
| Le Castellet             | 300                      | 18,87      | 16               | 04041      | 04700        | Digne-les-Bains |
| Le Chaffaut-Saint-Jurson | 689                      | 36,20      | 19               | 04046      | 04510        | Digne-les-Bains |
| Majastres                | 5                        | 29,85      | 0                | 04107      | 04270        | Digne-les-Bains |
| Mézel                    | 617                      | 21,36      | 29               | 04121      | 04270        | Digne-les-Bains |
| Moustiers-Sainte-Marie   | 695                      | 87,97      | 8                | 04135      | 04360        | Digne-les-Bains |
| Puimichel                | 254                      | 36,81      | 7                | 04156      | 04700        | Digne-les-Bains |
| Puimoisson               | 666                      | 35,44      | 19               | 04157      | 04410        | Forcalquier     |
| Riez                     | 1.625                    | 40,00      | 41               | 04166      | 04500        | Forcalquier     |
| Roumoules                | 732                      | 26,04      | 28               | 04172      | 04500        | Forcalquier     |
| Saint-Jacques            | 72                       | 4,66       | 15               | 04180      | 04330        | Castellane      |
| Saint-Jeannet            | 48                       | 21,14      | 2                | 04181      | 04270        | Digne-les-Bains |
| Saint-Julien-d’Asse      | 226                      | 25,60      | 9                | 04182      | 04270        | Digne-les-Bains |
| Saint-Jurs               | 137                      | 33,59      | 4                | 04184      | 04410        | Digne-les-Bains |
| Saint-Lions              | 38                       | 11,55      | 3                | 04187      | 04330        | Castellane      |
| Senez                    | 156                      | 70,27      | 2                | 04204      | 04330        | Castellane      |
| Tartonne                 | 127                      | 44,88      | 3                | 04214      | 04330        | Castellane      |
| Kanton Riez              | 8.995                    | 952,03     | 9                | 0412       | –            | –               |

Bis zur Neuordnung gehörten zum Kanton Riez die neun Gemeinden Allemagne-en-Provence, Esparron-de-Verdon, Montagnac-Montpezat, Puimoisson, Quinson, Riez, Roumoules, Saint-Laurent-du-Verdon und Sainte-Croix-du-Verdon. Sein Zuschnitt entsprach einer Fläche von 253,55 km2. Er besaß vor 2015 einen anderen INSEE-Code als heute, nämlich 0421. Sämtliche Gemeinden der aufgelösten Kantone Barrême, Mézel und Moustiers-Sainte-Marie gehören nach der Neuordnung zum Kanton Riez.

## Politik
| Vertreter im Départementsrat | Vertreter im Départementsrat   | Vertreter im Départementsrat |
| Amtszeit                     | Namen                          | Partei                       |
| ---------------------------- | ------------------------------ | ---------------------------- |
| 1985–2004                    | Lucien Villecroze              | UMP                          |
| 2004–2015                    | Michel Zorzan                  | PS                           |
| 2015–                        | Delphine Bagarry André Laurens | PS                           |